# Шинобу Икеда
Шинобу Икеда (јап. 池田 司信; 5. јануар 1962) бивши је јапански фудбалер.

## Каријера
Током каријере играо је за Нисан и Мацушиту.

## Репрезентација
За репрезентацију Јапана дебитовао је 1985. године.

## Статистика
| Јапан  | Јапан | Јапан |
| Год.   | Ута.  | Гол.  |
| ------ | ----- | ----- |
| 1985   | 1     | 0     |
| Укупно | 1     | 0     |